# Tithonia
Die Tithonia, eingedeutscht manchmal Tithonien genannt, sind eine Pflanzengattung in der Unterfamilie der Asteroideae innerhalb der Familie der Korbblütler (Asteraceae). Die zehn bis elf Arten sind von den südwestlichen USA über Mexiko bis Zentralamerika verbreitet. Die Sorten weniger Arten werden als Zierpflanzen verwendet und, unabhängig davon, zu welcher Art sie gehören, Mexikanische Sonnenblumen genannt.

## Beschreibung

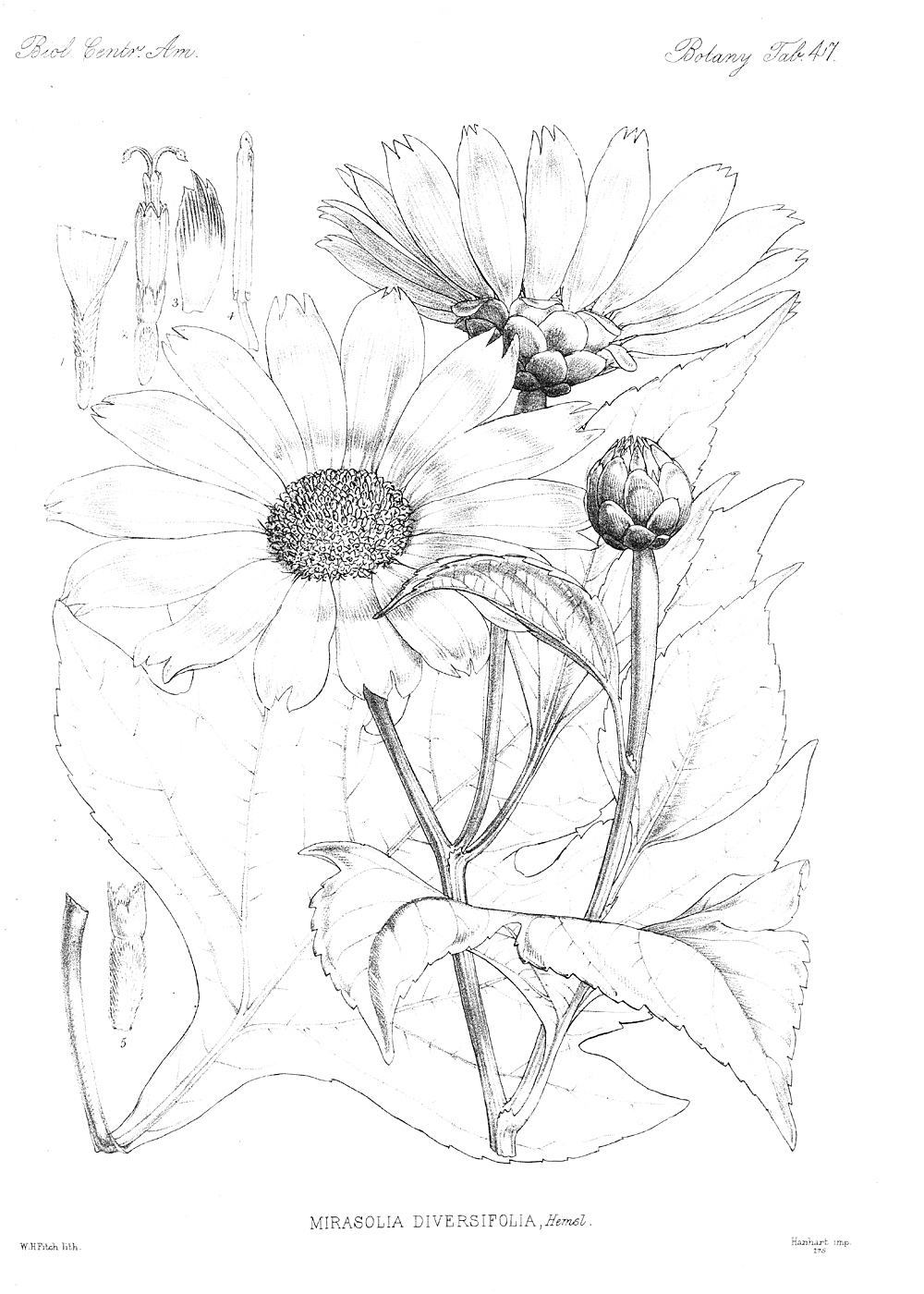
Illustration der Mexikanischen Sonnenblume (Tithonia diversifolia)

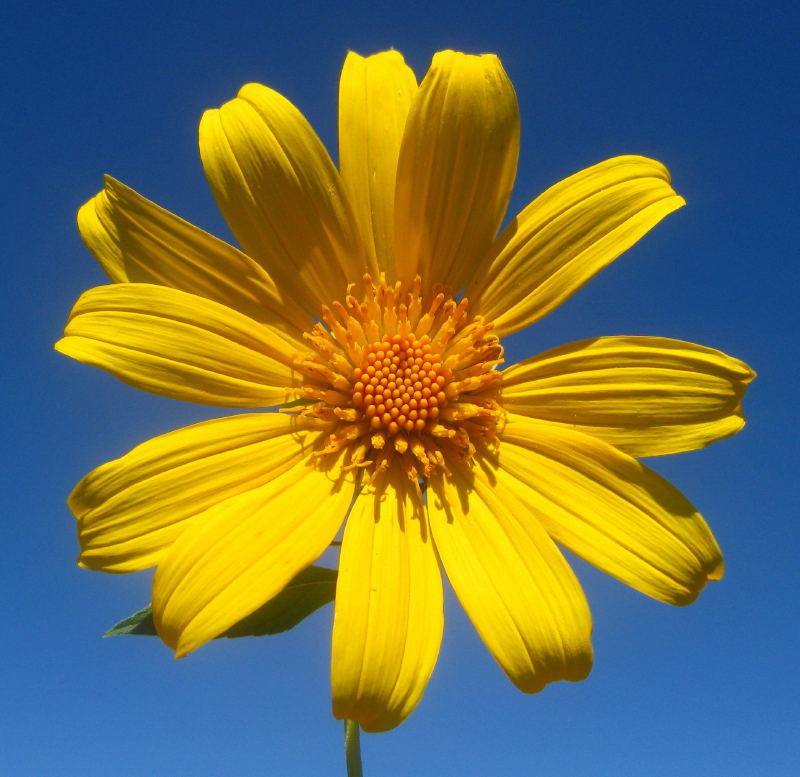
Blütenkorb im Detail der Mexikanischen Sonnenblume (Tithonia diversifolia)

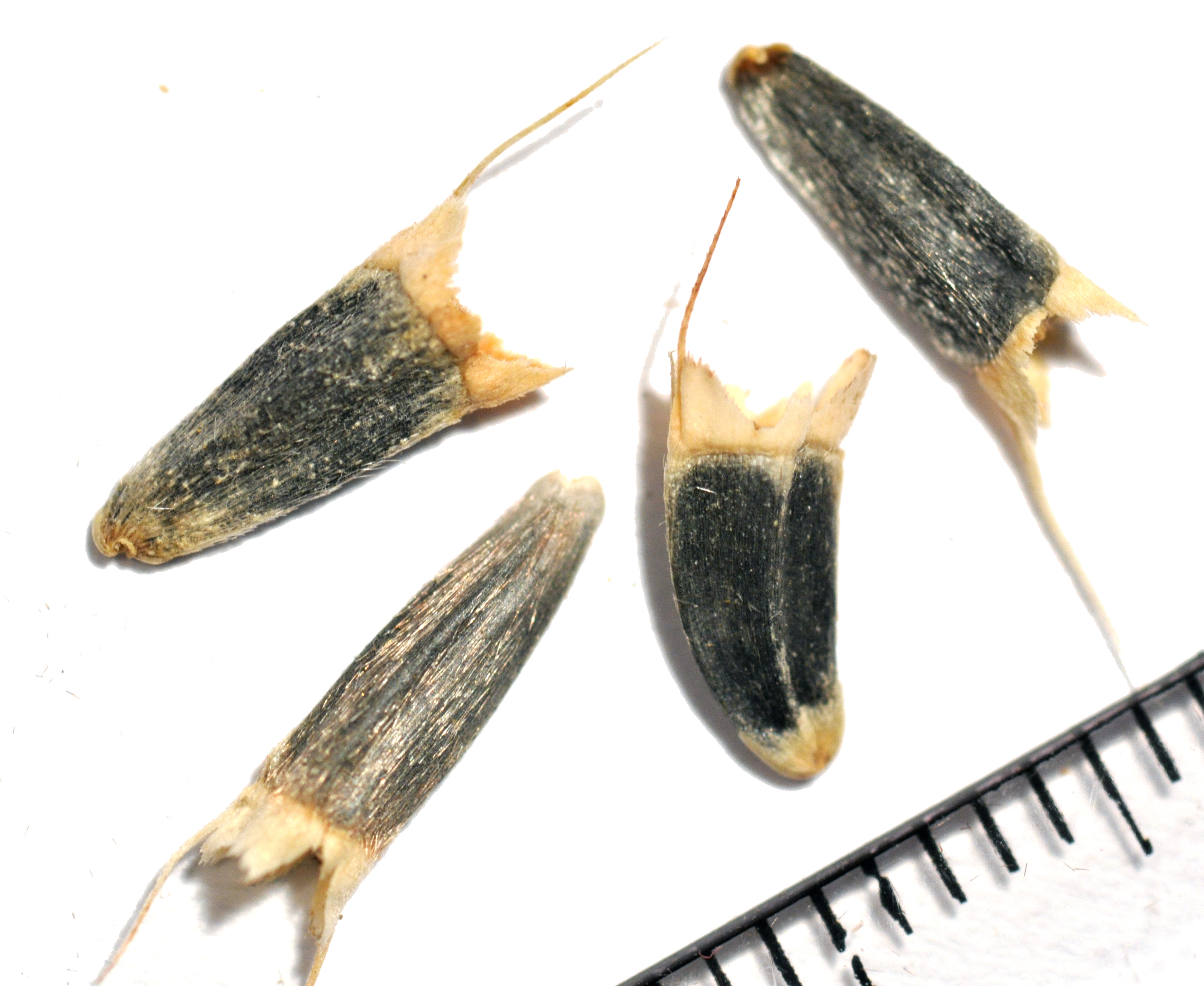
Achänen der Rundblättrigen Tithonie (Tithonia rotundifolia)

### Erscheinungsbild und Blätter
Tithonia-Arten wachsen als einjährige bis ausdauernde krautige Pflanzen, oder wenn es verholzende Arten sind bilden sie: Halbsträucher, Sträucher bis selten Bäume. Sie erreichen je nach Art meist Wuchshöhen von etwa 0,70 bis 5, selten bis zu 7 Metern. Die aufrechten Stängel sind meist verzweigt.
Die im oberen Bereich oft gegenständig und ansonsten meist wechselständig an den Stängeln verteilt angeordneten Laubblätter sind gestielt oder ungestielt. Die Blattspreite ist einfach mit selten einem, meist drei oder fünf Blattnerven bereits ab oder nahe der Spreitenbasis. Der Blattrand ist glatt oder manchmal drei- bis fünflappig. Die Blattoberflächen sind je nach Art glatt bis unterschiedlich behaart.

### Blütenstände, Blüten und Früchte
Die lang gestielten köpfchenförmigen Blütenstände stehen einzeln und endständig. Die Blütenkörbe weisen Durchmesser von 1 bis über 2 Zentimetern auf. In zwei bis fünf Reihen stehen 12 bis mehr als 28 Hüllblätter; sie sind in Form und Größe fast gleich bis stark verschieden. Die Korbböden sind halbkugelig bis konvex. Es sind Spreublätter vorhanden.
Die Blütenkörbe enthalten acht bis 30 Zungenblüten und meist 40 bis 120, selten bis über 200 Röhrenblüten. Die ungeschlechtigen, sterilen, zygomorphen Zungenblüten (= Strahlenblüten) sind gelb bis orangefarben (bei Züchtungen auch rot). Die zwittrigen, fertilen Röhrenblüten (= Scheibenblüten) sind meist gelb mit fünf Kronzipfel. Die schwarzen, braunen oder strohfarbenen Staubbeutel besitzen eiförmige Anhängsel. Auch die zwei Narbenäste besitzen Anhängsel.
Die drei-, vierkantigen oder bikonvexen Achänen sind braun oder schwarz. Der Pappus ist kronenförmig und besteht aus zwei mehr oder weniger verwachsenen Schuppen oder er fehlt.

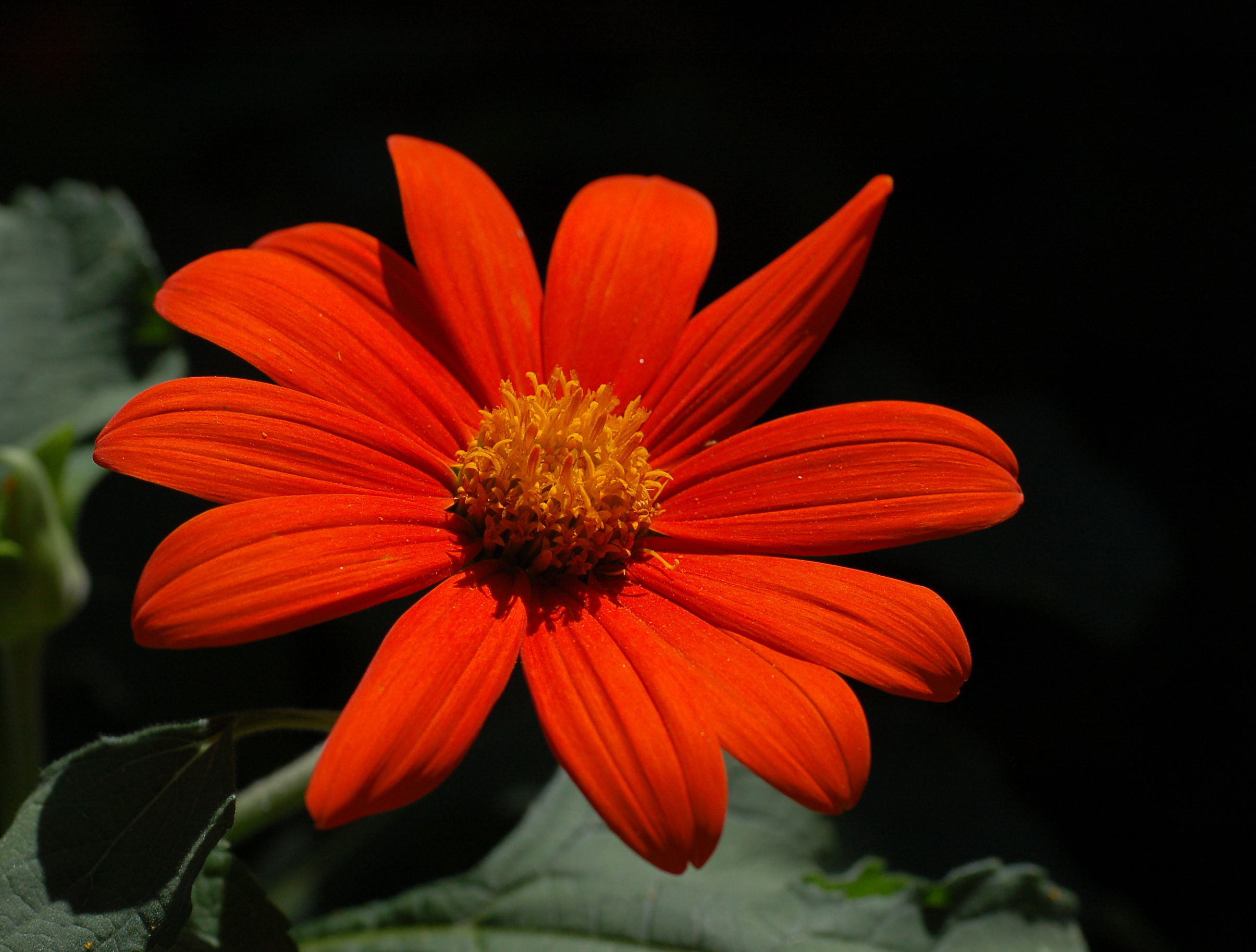
Blütenkorb im Detail der Sorte Tithonia rotundifolia ‘Torch’

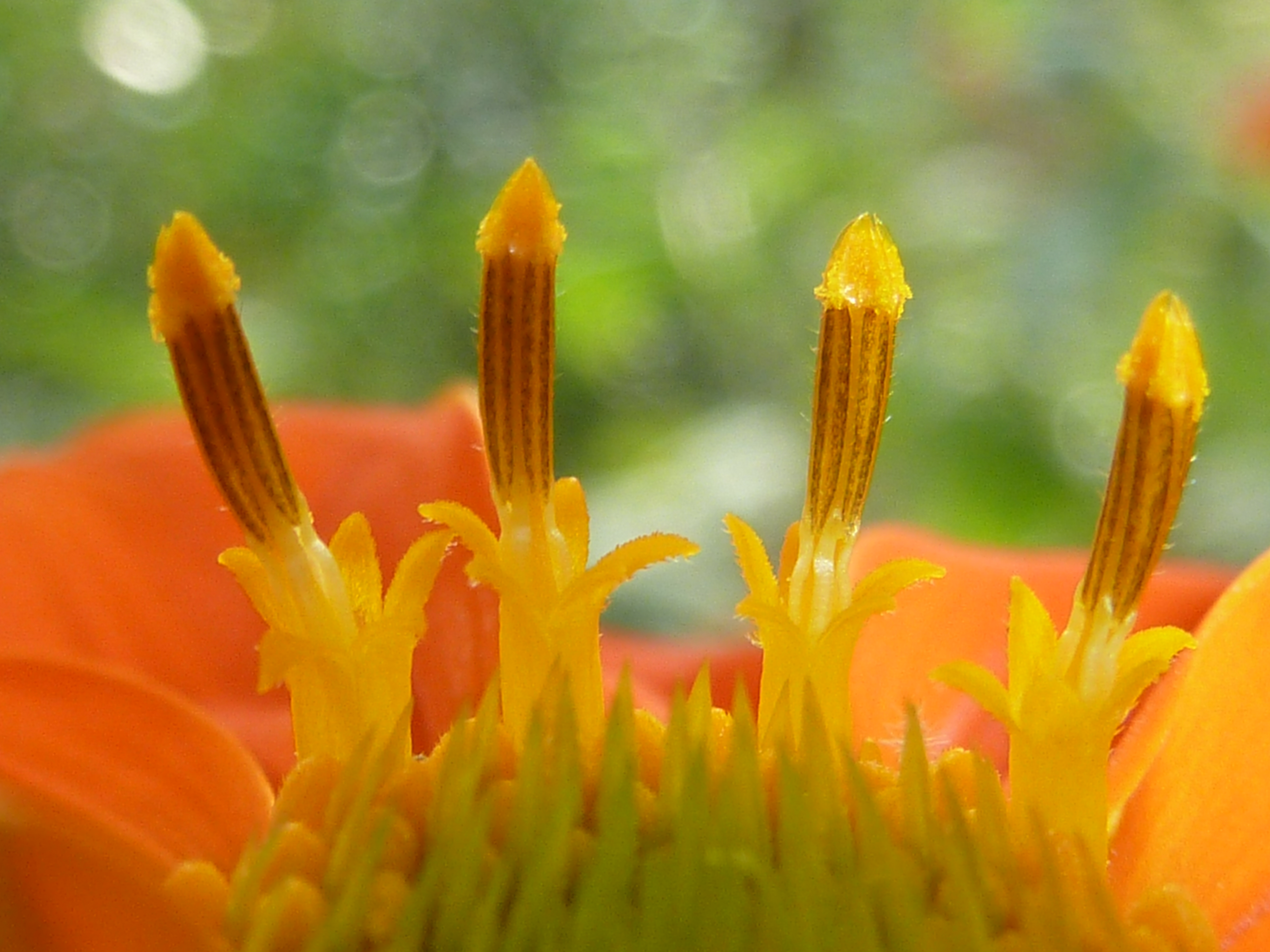
Röhrenblüten im Detail einer Sorte von Tithonia rotundifolia

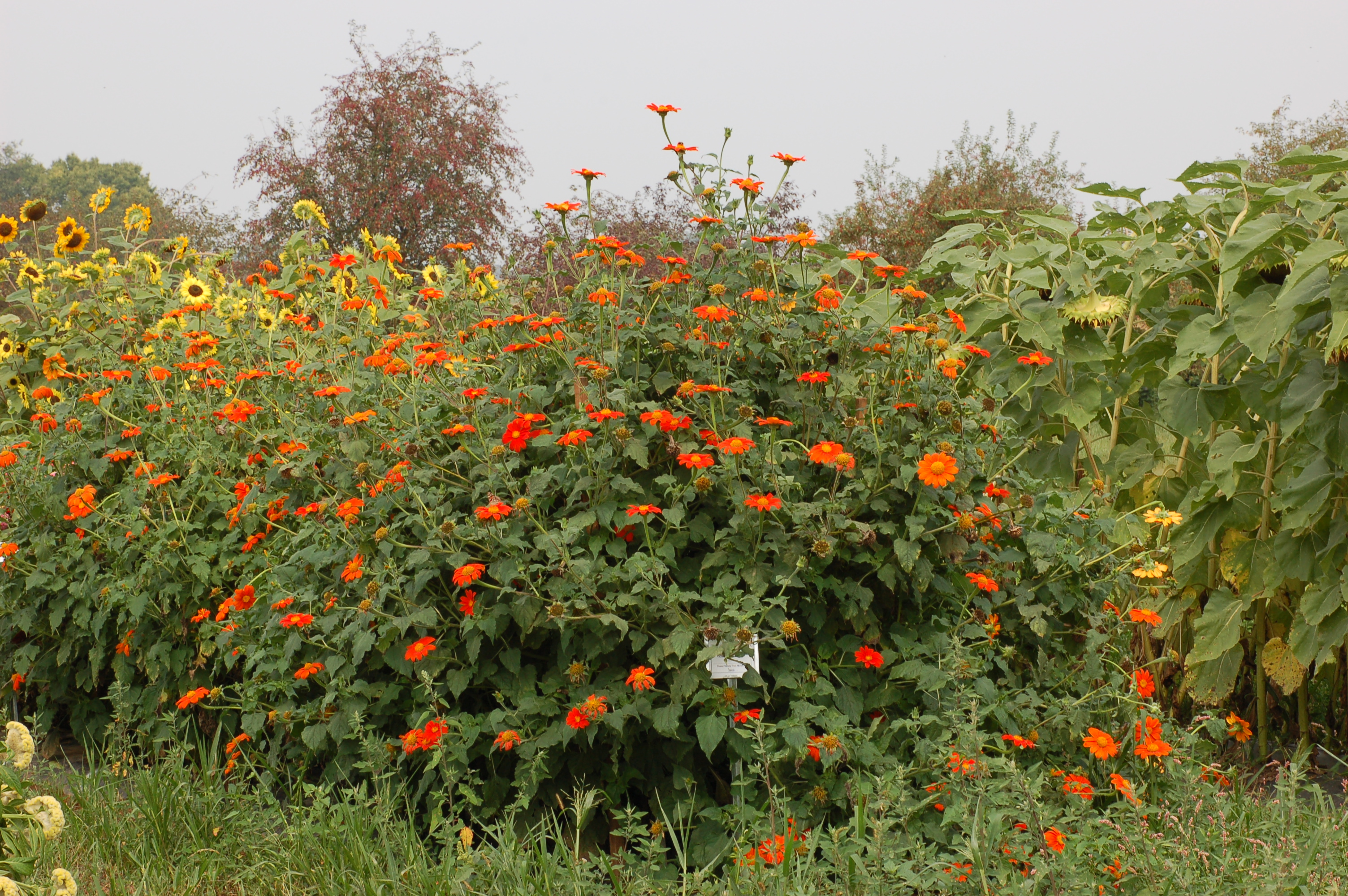
Habitus und körbchenförmige Blütenstände von Tithonia rotundifolia

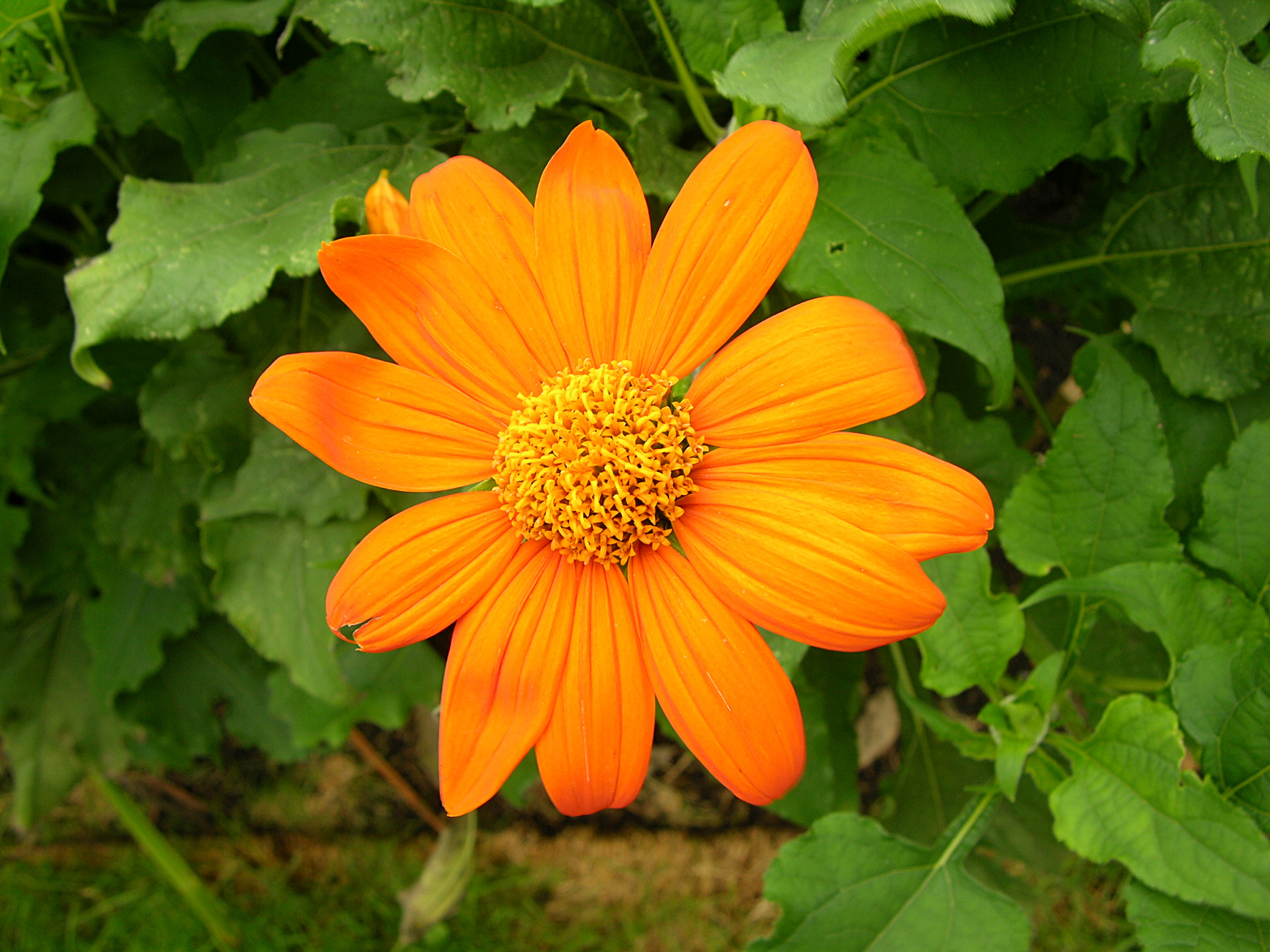
Detail eines körbchenförmigen Blütenstandes der Tithonia rotundifolia-Sorte ‘Fiesta Del Sol’. Bei vielen Röhrenblüten sind die zwei Narbenäste gut zu erkennen.

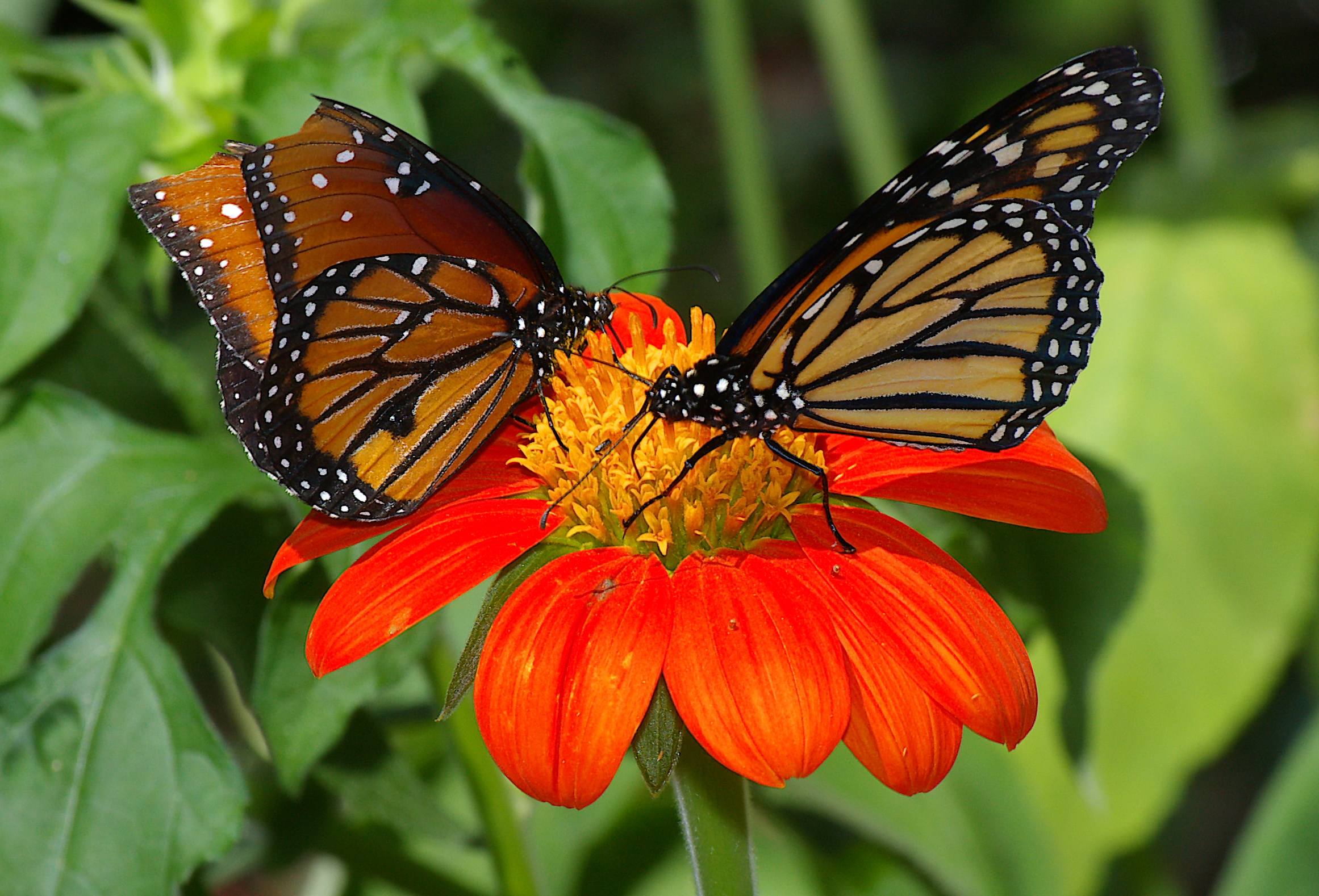
Schmetterlinge besuchen einen körbchenförmigen Blütenstand einer Tithonia rotundifolia-Sorte.

## Systematik und Verbreitung
Das natürliche Verbreitungsgebiet der Gattung Tithonia reicht von den südwestlichen USA (drei Arten) über Mexiko (neun Arten) bis Zentralamerika. Einige Arten (besonders Tithonia diversifolia) sind Invasive Pflanzen in vielen Gebieten der Welt, beispielsweise in den südöstlichen USA, auf den Karibischen Inseln, in Südamerika und der Alten Welt.
Die Erstveröffentlichung der Gattung Tithonia erfolgte 1789 durch René Desfontaines in Antoine-Laurent de Jussieu: Genera Plantarum, S. 189. Typusart ist Tithonia rotundifolia (Mill.) S.F.Blake. Der botanische Gattungsname Tithonia bezieht sich auf Tithonos aus der griechischen Mythologie, den Sohn des Laomedon und den Geliebten der Eos (deren römische Entsprechung Aurora ist, so werden Tithonia-Arten auch manchmal Liebling der Aurora genannt). Ein Synonym für Tithonia Desf. ex Juss. ist Mirasolia (Sch.Bip.) Benth.
Die Gattung Tithonia gehört zur Subtribus Helianthinae aus der Tribus Heliantheae in der Unterfamilie der Asteroideae innerhalb der Familie der Korbblütler (Asteraceae).
In der Gattung Tithonia gibt es zehn bis elf Arten::
- Tithonia brachypappa B.L.Rob.: Sie kommt nur in den beiden mexikanischen Bundesstaaten Tamaulipas sowie San Luis Potosí vor.[3]
- Tithonia calva Sch.Bip.: Die drei Varietäten[3] sind in den mexikanischen Bundesstaaten Chihuahua, Durango, Sinaloa, südliches Sonora, Jalisco sowie Nayarit verbreitet.[5][3]
- Mexikanische Sonnenblume (Tithonia diversifolia (Hemsl.) Gray): Das natürliche Verbreitungsgebiet reicht von den tropischen[3] mexikanischen Bundesstaaten Sinaloa, Campeche, Chiapas, Guerrero, Michoacán, Oaxaca, Quintana Roo, Tabasco, Veracruz sowie Yucatán und in Mittelamerika von Guatemala sowie Belize über Costa Rica, El Salvador, Honduras, Nicaragua bis nach Panama[5]; sie ist damit die am weitesten verbreitete Tithonia-Art[3]. Sie ist in vielen Teilen der Welt eine Invasive Pflanze. Ihr Trivialname in Kuba auf Grund ihrer Verwendung ist „Margaritoneladasa“ oder „Arnica de la Tierra“. In Kolumbien wird sie wegen ihrer Farben „Mirasol“ oder „Botón de Oro“ genannt.[6]
- Tithonia fruticosa S.Canby & Rose: Sie gedeiht in Canyons und an Hängen, meist in der Nähe von Wasser, in den mexikanischen Bundesstaaten Chihuahua, Sinaloa, Sonora sowie Durango.[3]
- Tithonia hondurensis La Duke: Sie ist von Belize bis Honduras verbreitet.[3]
- Tithonia koelzii McVaugh: Dieser kleine Baum ist nur vom Typusfundort im mexikanischen Bundesstaat Jalisco bekannt.[3]
- Tithonia longiradiata (Bertol.) S.F.Blake (Syn.: Tithonia scaberrima Benth., Tithonia platylepis Sch.-Bip., Tithonia pittieri (Greenm.) S.F.Blake): Sie gedeiht in trockenen Gebieten vom östlichen-zentralen Mexiko bis Panama.[3]
- Tithonia pedunculata Cronquist: Dieser mexikanische Endemit kommt nur im zentralen Oaxaca in trockenen Standorten vor.[3]
- Fackelblume, Mexikanische Sonnenblume oder Rundblättrige Tithonie (Tithonia rotundifolia (Mill.) S.F.Blake, Syn.: Tithonia speciosa (Hook.) Griseb., Tithonia speciosa Hook., Tithonia speciosa (Hook.) Klatt, Tithonia aristata Oersted, Tithonia uniflora Desf. ex J.F.Gmel.): Das natürliche Verbreitungsgebiet reicht von den zentralen und südlichen[3] mexikanischen Bundesstaaten Coahuila, Durango, Zacatecas, Campeche, Chiapas, Colima, Guerrero, Hidalgo, Jalisco, México, Morelos, Nayarit, Oaxaca, Quintana Roo, Veracruz sowie Yucatan und in Zentralamerika von Guatemala sowie Belize über Costa Rica, El Salvador, Honduras, Nicaragua bis nach Panama.[5] Als Zierpflanze wird sie meist als einjährige Pflanze kultiviert. Ihr spanischer Trivialname ist „clavel de muerto“ – übersetzt etwa „Nelke der Toten“. Sie ist in vielen Teilen der Welt eine Invasive Pflanze.
- Tithonia thurberi A.Gray (Syn.: Tithonia palmeri Rose): Sie gedeiht an Ruderalstellen, in Canyons und an Fließgewässern in Höhenlagen von 900 bis 1000 Metern in Arizona[1] und im nördlichen Teil des mexikanischen Bundesstaates Sonora.[3]
- Tithonia tubaeformis (Jacq.) Cass.: Sie ist in weiten Teilen des tropischen Mexikos und in Mittelamerika bis nach Panama verbreitet.[3]

Hier einige Arten, die früher zur Gattung Tithonia gehörten, gehören zur Gattung Enceliopsis oder Viguiera, beispielsweise:
- Tithonia argophylla D.C.Eaton ⇒ Enceliopsis argophylla (D.C.Eaton) A.Nelson[5]
- Tithonia pachycephala DC.  ⇒ Viguiera pachycephala (DC.) Hemsl.